# Ажурное вязание

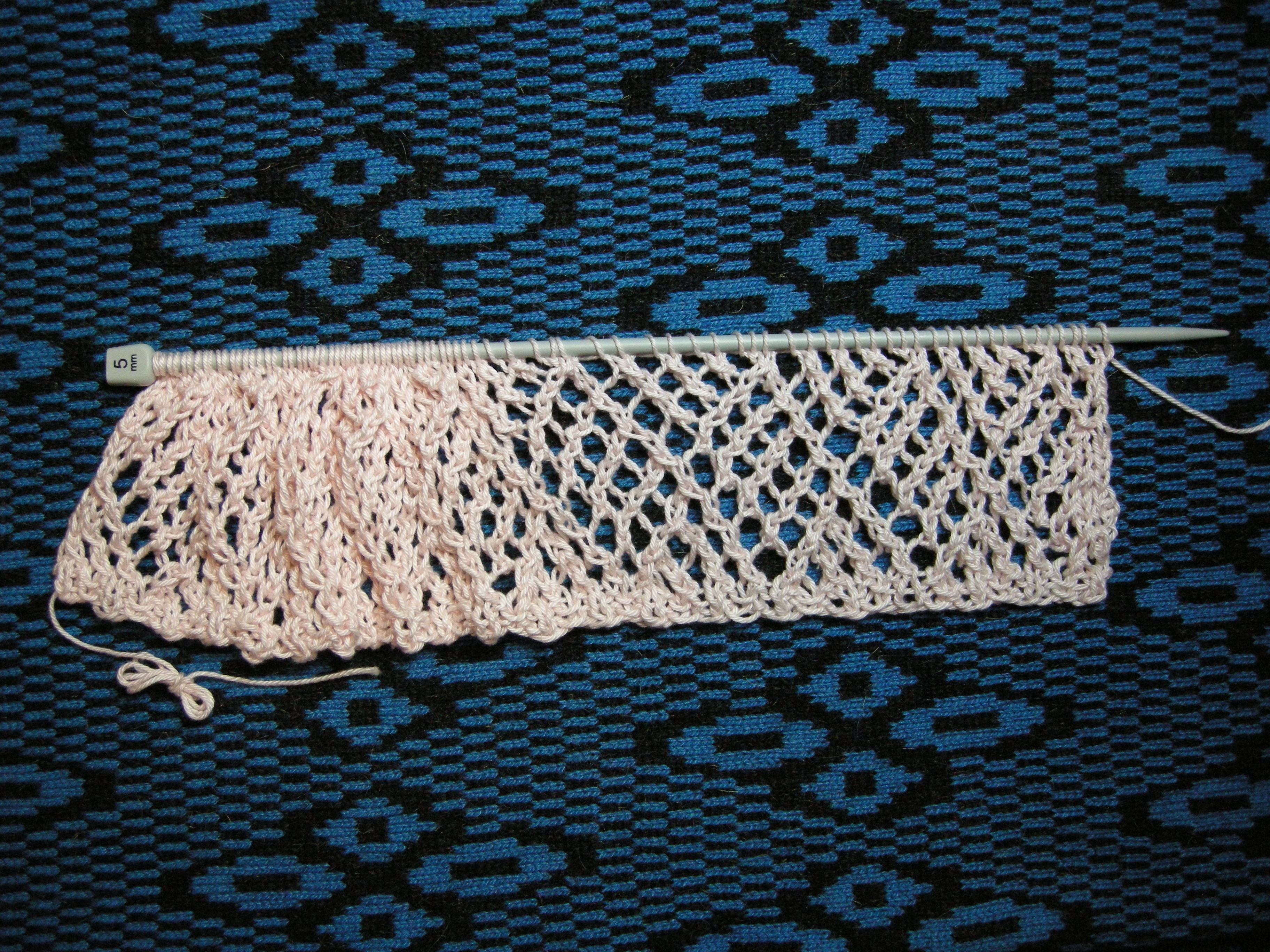

Ажурное вязание — при вязании спицами ажурное полотно создаётся при помощи накидов. Для накида рабочая нить набрасывается на правую (у левшей левую) спицу или подхватывается ей. В изнаночном ряду накид провязывается как обыкновенная петля. На схемах обычно показывается только лицевая сторона ажурного рисунка, а на изнаночной стороне полотна все петли вяжутся либо изнаночными, либо по рисунку: над лицевыми петлями вяжутся лицевые, над изнаночными — изнаночные. Одновременно с выполнением накидов для сохранения изначального количества петель в ряду часть их провязывается вместе.
В шетландской технике ажурного вязания накиды используются как в лицевых, так и в изнаночных рядах, что придает дополнительную воздушность полотну.
Эффект ажурного полотна при вязании крючком создаётся сочетанием воздушных петель и цепочек.

## Другие виды вязания
- Вязание крючком
- Вязание на спицах
- Филейное вязание